# Lgiń

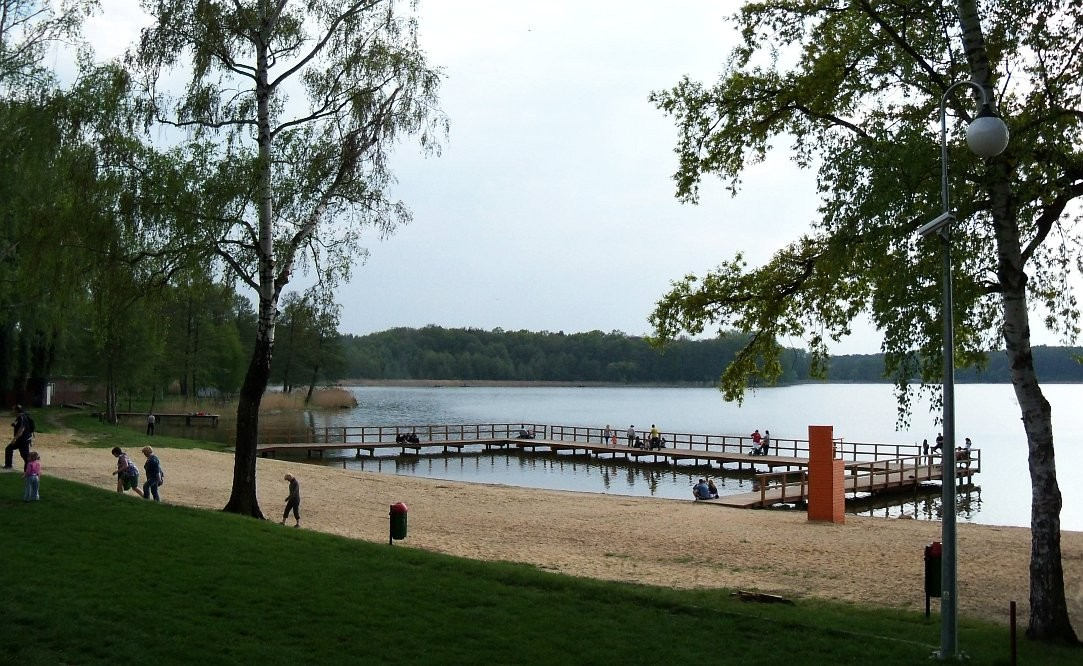
Meer bij Lgiń

Lgiń is een plaats in het Poolse district  Wschowski, woiwodschap Lubusz. De plaats maakt deel uit van de gemeente Wschowa en telt 480 inwoners.